# 新疆忍冬
新疆忍冬（学名：Lonicera tatarica）为忍冬科忍冬属的植物。分布在西伯利亚、欧洲以及中国大陆的新疆、辽宁、黑龙江等地，生长于海拔900米至1,600米的地区，一般生长在山沟的林缘、石质山坡以及灌丛中，目前尚未由人工引种栽培。
在美国是入侵物种，还与原产中国东北的Lonicera morrowii（也是入侵物种）人工杂交成Lonicera × bella（还是入侵物种）。后者耐受气候范围广，颇有杂种优势。

## 别名
桃色忍冬（东北木本植物图志）

## 异名
- Lonicera micrantha Trautv. et Regel
- Lonicera micrantha Trautv. et Rgl.
- Lonicera tatarica L. var. micrantha (Trautv. et Regel) Trautv.